# Jānis Pujats
Jānis Pujats (Nautrēni, 14 novembre 1930) è un cardinale e arcivescovo cattolico lettone, dal 19 giugno 2010 arcivescovo emerito di Riga.

## Biografia
Jānis Pujats è nato il 14 novembre 1930 nella parrocchia civile di Nautrēni, comune di Rēzekne ed arcidiocesi di Riga (oggi nella diocesi di Rēzekne-Aglona), nella parte orientale dell'allora Repubblica di Lettonia (diversa dall'omonima odierna). La sua era una famiglia di agricoltori e cattolici devoti, come la maggioranza degli abitanti della regione storica della Letgallia: infatti aveva quattro sorelle e tre fratelli, due dei quali divenuti sacerdoti.

### Formazione e ministero sacerdotale
Dopo aver terminato l'istruzione primaria, ha cominciato gli studi secondari al liceo di Rēzekne, dove ha conseguito il diploma nel 1948; lo stesso anno, sentendo maturare la vocazione al sacerdozio, si è iscritto al Seminario teologico di Riga, dove ha studiato filosofia e teologia. Tuttavia il seminario è stato chiuso il 18 gennaio 1951 dalle autorità della Repubblica Socialista Sovietica Lettone e così l'arcivescovo metropolita di Riga Antonijs Springovičs, con il permesso speciale pontificio, ha deciso di ordinare sacerdoti tutti gli studenti del terzo anno: ha quindi ricevuto l'ordinazione sacerdotale il 29 marzo successivo, in segreto, per imposizione delle mani dello stesso arcivescovo nella sua cappella privata; si è incardinato, a soli vent'anni, come presbitero della medesima arcidiocesi.
Nei suoi primi anni di ministero, anche per via del clima di persecuzione sempre maggiore nei confronti della Chiesa cattolica, ha servito in numerose parrocchie nelle zone limitrofe della capitale: fino al 3 luglio 1951 è stato assegnato alla parrocchia Jaunavas Marijas Debesīs Uznemšanas a Preiļi, dove aveva celebrato la sua prima messa il 15 aprile precedente; ha ricoperto poi gli incarichi di parroco delle parrocchie Sv. Ercenéīa Miķeīa, con giurisdizione su Zosna e Balta, e Jaunavas Marijas a Dukstigals, oltre che quello di cappellano di Sv. Krusta pagodināšanas a Rozentova fino al 22 settembre 1953; è divenuto cappellano di Sv. Anna a Bērži fino al 13 settembre 1954; fino all'8 aprile 1957 è stato parroco di Sv. Jēkaba a Rudzāti; è stato a capo della parrocchia Sv. Laurencija a Stirnienē fino al 28 febbraio 1958.
A partire dalla fine degli anni 1950 ha svolto il proprio ministero a Riga: fino al 28 giugno 1958 gli sono stati affidati gli uffici di cappellano di Sv. Alberta a Riga e di Sv. Pētera a Pēternieki; è stato parroco della parrocchia Kristus Karaļa fino al 1º luglio 1959;  è stato cappellano della parrocchia Sv. Franciska, la chiesa del seminario, fino al 7 marzo 1962; è stato trasferito al ruolo di cappellano di Sāpju Dievmāātes fino al 22 aprile 1964, quando infine è divenuto parroco di Sv. Antona. È stato anche capo della Commissione per l'attuazione della riforma liturgica del Concilio Vaticano II e grazie al suo operato diversi testi, tra cui il primo messale in lingua lettone, sono stati introdotti in molte parrocchie del Paese.
L'11 ottobre 1966 è stato nominato professore di storia e liturgia del Seminario teologico di Riga e vicario della chiesa del seminario medesimo, Sv. Franciska, dove era già stato cappellano; contemporaneamente è divenuto anche ispettore del seminario dal 28 ottobre 1974. Inoltre, il 14 novembre 1972 papa Paolo VI gli aveva conferito il titolo onorifico di cappellano di Sua Santità.   Per volere di Julijans Vaivods, vescovo titolare di Macriana Maggiore ed amministratore apostolico di Riga, il 9 novembre 1979 è stato nominato vicario generale dell'arcidiocesi, divenendo anche arciprete della cattedrale di San Giacomo a partire dal 1981.
Il 27 dicembre 1984 è stato costretto ad abbandonare tutti gli incarichi nella Curia diocesana perché dichiarato persona non grata  dalle autorità del regime comunista sovietico, per cui da quel giorno e per i successivi tre anni è stato relegato al ruolo di segretario della Commissione liturgica ed è tornato ad essere cappellano della chiesa del seminario; il 9 ottobre 1986 ha riacquisito anche l'ispettorato del seminario. Solo dopo che la situazione ha cominciato a distendersi, il 22 dicembre 1987 è divenuto professore di storia e liturgia, membro di facoltà del seminario teologico e decano del decanato di Riga, svolgendo tali uffici fino alla promozione all'episcopato. Il 23 febbraio 1988 il pontefice gli ha anche conferito il titolo di prelato d'onore di Sua  Santità.

### Ministero episcopale
Dopo l'acquisizione dell'indipendenza da parte della Lettonia e degli altri Stati satelliti, nel processo che sarebbe culminato con la dissoluzione dell'Unione Sovietica, l'8 maggio 1991 papa Giovanni Paolo II lo ha nominato, sessantenne, arcivescovo metropolita di Riga; la sede era vacante dal 1º ottobre 1958, giorno della morte di Antonijs Springovičs, ed era stata governata per ben trentatré anni dagli amministratori apostolici Vaivods e Cakuls. Ha ricevuto la consacrazione episcopale il 1º giugno seguente, nella cattedrale di San Giacomo a Riga, per imposizione delle mani di Francesco Colasuonno, arcivescovo titolare di Tronto e rappresentante della Santa Sede nella Federazione Russa nonché futuro cardinale, avendo come co-consacranti i vescovi ausiliari di Riga Jānis Cakuls, vescovo titolare di Tinista, e Vilhelms Nukšs, vescovo titolare di Acci; ha preso possesso dell'arcidiocesi durante la stessa cerimonia. Il 29 giugno, giorno della solennità dei Santi Pietro e Paolo, si è recato nella basilica di San Pietro in Vaticano, dove il papa gli ha imposto il pallio, simbolo di comunione tra il metropolita e la Santa Sede. Come suo motto episcopale ha scelto Ad Jesum per Mariam, che tradotto vuol dire "A Gesù attraverso Maria".
Dal 28 novembre al 14 dicembre dello stesso anno ha preso parte alla I assemblea speciale per l'Europa del Sinodo dei vescovi, svoltasi nella Città del Vaticano, con tema Siamo testimoni di Cristo che ci ha liberato.
La sua opera pastorale, muovendosi tra molteplici ostacoli, si è incentrata principalmente sulla rinascita della Chiesa cattolica in Lettonia, dopo mezzo secolo di dominio e persecuzione sovietica che hanno messo a dura prova i cattolici lettoni; inoltre si è impegnato anche nel dialogo ecumenico con i luterani, che rappresentano la maggioranza cristiana nel Paese.
Nel 1993 papa Giovanni Paolo II ha compiuto un importante e storico viaggio apostolico nelle Repubbliche baltiche (4 – 10 settembre), il primo di un pontefice in queste Nazioni da poco indipendenti, e monsignor Pujats lo ha ricevuto nella sua tappa in Lettonia: l'8 settembre lo ha accolto all'Aeroporto Internazionale di Riga, ha assistito alla celebrazione nella cattedrale di Riga con il restauro del culto di San Meinardo, era presente all'incontro con il presidente Guntis Ulmanis e gli altri membri del governo e del corpo diplomatico, all'incontro ecumenico nella cattedrale protestante di Riga ed alla messa nel parco urbano di Mežaparks; il 9 settembre ha partecipato alla messa nella basilica dell'Assunzione della Beata Vergina Maria ad Aglona, il santuario nazionale mariano, con la preghiera sulla tomba del cardinale Vaivods, poi al convegno con gli accademici nell'aula magna dell'Università della Lettonia ed infine all'incontro con i vescovi; infine il 10 settembre lo ha accompagnato alla cerimonia di congedo in aeroporto.
Ha preso parte come membro di nomina pontificia alla IX assemblea generale ordinaria del Sinodo dei vescovi, svoltasi nella Città del Vaticano dal 2 al 9 ottobre 1994, con tema La vita consacrata e la sua missione nella Chiesa e nel mondo.
Il 29 giugno 1998, durante un'assemblea riunitasi nel santuario di Aglona, è stato eletto presidente della Conferenza episcopale della Lettonia, incarico rimasto vacante dal 24 maggio 1990, giorno della morte del cardinale Vaivods; gli stati erano stati approvati il 15 novembre 1997. Il 26 ottobre 1998 è stato decorato con la croce al merito, di seconda classe, dell'Ordine delle Tre stelle lettone.
Il 18 settembre 1999 si è recato in Vaticano, assieme agli altri membri dell'episcopato lettone, per la visita ad limina apostolorum, allo scopo di discutere con il pontefice della situazione e dei problemi relativi alla sua arcidiocesi. Inoltre dal 1º al 23 ottobre successivi ha partecipato anche alla II assemblea speciale per l'Europa del Sinodo dei vescovi con tema Gesù Cristo, vivente nella sua Chiesa, sorgente di speranza per l'Europa.
L'8 novembre 2000 ha assistito a Riga alla firma dell'accordo-quadro tra la Santa Sede e la Repubblica di Lettonia, che definisce e garantisce lo statuto giuridico della Chiesa cattolica e regola vari ambiti tra cui il libero esercizio della sua missione (culto, governo pastorale, insegnamento, vita ecclesiale), la valenza civile del matrimonio canonico, il diritto alla cura pastorale dei fedeli in difficoltà (ospedali, centri di assistenza sanitaria e sociale, orfanotrofi, istituti penitenziari), la possibilità di istituire e gestire opere caritative nell'ambito sociale, l'equiparazione delle scuole cattoliche di ogni grado a quelle pubbliche, la regolamentazione dell'insegnamento della religione nelle scuole pubbliche, la salvaguardia del patrimonio culturale; era prevista anche l'erezione di un ordinariato militare, ma ciò non è avvenuto.

### Cardinalato

Stemma del cardinale Pujats.

Il 18 gennaio 1998, al termine dell'angelus domenicale, papa Giovanni Paolo II ha annunciato la creazione di ventidue nuovi cardinali, tra cui due riservati in pectore, nel concistoro del 21 febbraio seguente: uno di loro era proprio monsignor Pujats, il cui nome non è stato proclamato subito probabilmente a causa della situazione politica ancora instabile della Lettonia. Il 28 gennaio 2001, prima dell'angelus, il pontefice ha pubblicato i nomi dei due porporati in pectore ed ha creato altri quarantadue cardinali, record storico, nel concistoro del 21 febbraio successivo; settantenne, è il secondo cardinale lettone nella storia della Chiesa dopo Julijans Vaivods. Durante la cerimonia, svoltasi alle 10:30 sul sagrato della basilica di San Pietro in Vaticano, gli sono stati conferiti la berretta, l'anello ed il titolo presbiterale di Santa Silvia, istituito nello stesso concistoro.

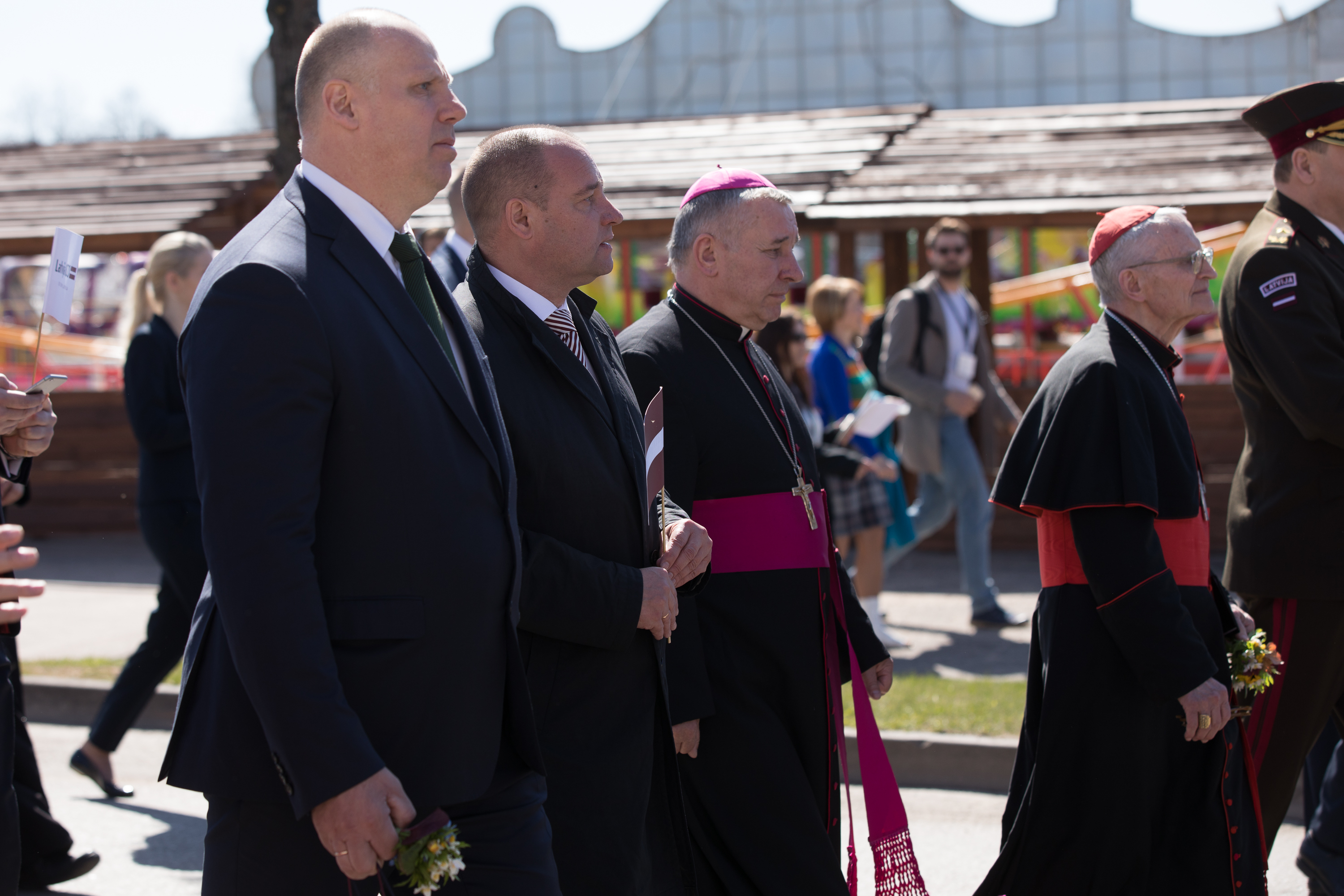
Il cardinale (secondo da destra) alla processione dalla cattedrale del Sacro Cuore di Gesù al monumento del centenario del Congresso lettone a Rēzekne il 5 maggio 2017.

Il 29 marzo il pontefice gli ha indirizzato uno speciale messaggio in occasione del 50º anniversario della sua ordinazione sacerdotale mentre il 15 maggio lo ha nominato membro della Congregazione delle cause dei santi. Inoltre è tornato nuovamente a Roma per prendere parte alla X assemblea generale ordinaria del Sinodo dei vescovi, svoltasi dal 30 settembre al 6 novembre successivi, con tema Il Vescovo: Servitore del Vangelo di Gesù Cristo per la speranza del mondo; durante il soggiorno, il 10 ottobre è stato anche ricevuto in udienza dal papa assieme ad altri partecipanti all'assemblea e poi ha preso possesso della sua chiesa titolare durante una cerimonia svoltasi il 14 ottobre seguente alle ore 11:00.
Il 25 ottobre 2002 ha assistito allo scambio degli strumenti di ratifica dell'accordo tra Santa Sede e Repubblica di Lettonia, avvenuto nella Sala dei Trattati del Palazzo Apostolico.
Il 19 aprile 2004 è stato insignito della croce al merito, di terza classe, dell'Ordine al merito della Repubblica italiana.

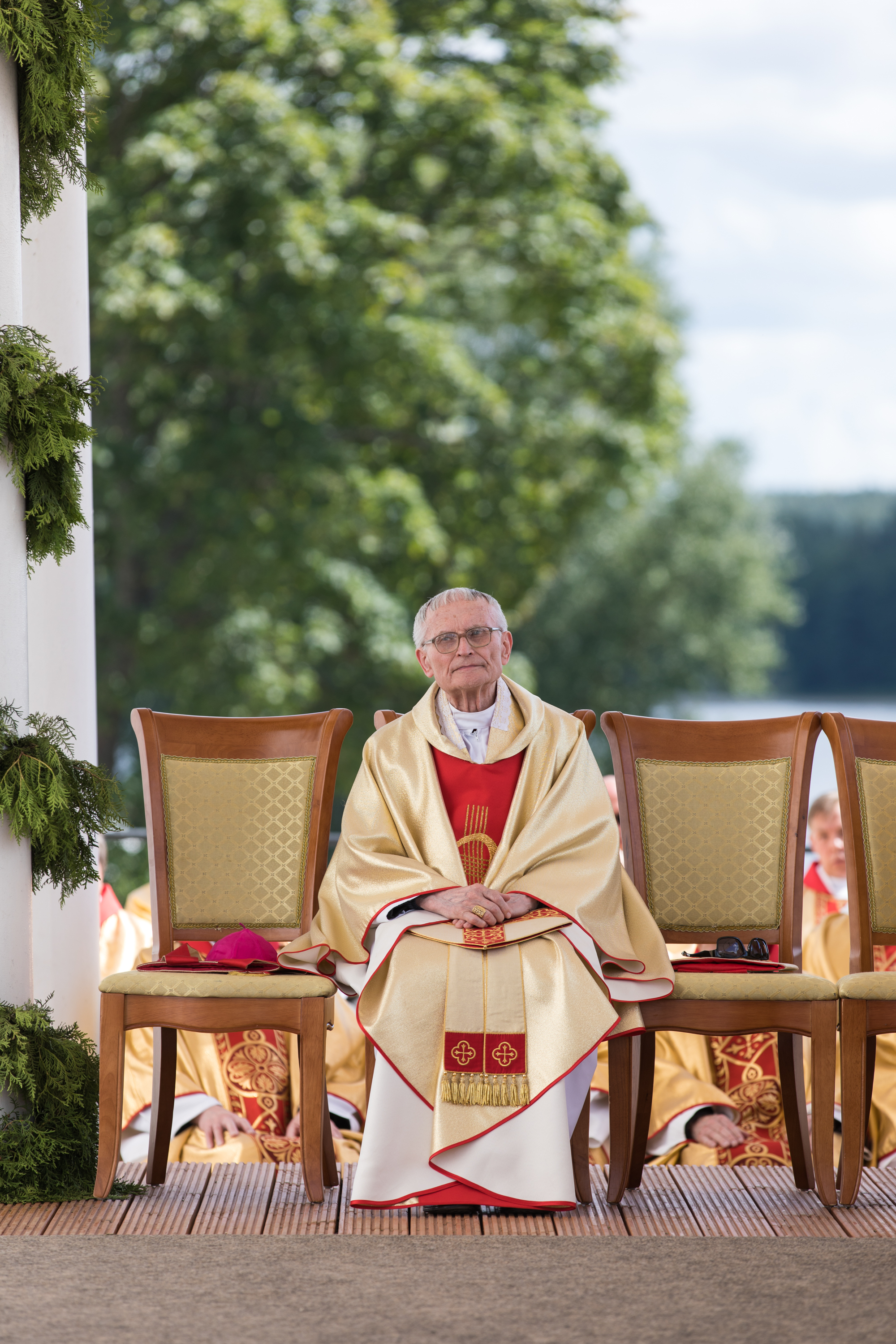
Il cardinale durante la celebrazione dell'Assunzione ad Aglona il 15 agosto 2017.

Dopo la morte di papa Giovanni Paolo II, ha preso parte al conclave del 2005, che si è concluso il 19 aprile con l'elezione al soglio pontificio di Benedetto XVI; è stato il primo porporato lettone a partecipare ad un conclave. Il 7 settembre dello stesso anno è stato decorato con la croce al merito, di seconda classe, dell'Ordine al merito della Repubblica di Polonia. Ha preso parte anche alla XI assemblea generale ordinaria del Sinodo dei vescovi, svoltasi dal 2 al 23 ottobre seguenti, con tema L'Eucaristia: fonte e culmine della vita e della missione della Chiesa; il 20 ottobre successivo è stato anche ricevuto in udienza dal papa assieme ad altri cardinali.
Il 19 giugno 2006 ha compiuto una seconda visita ad limina assieme agli altri membri dell'episcopato lettone, lituano ed estone.
Il 19 giugno 2010 papa Benedetto XVI ha accettato la sua rinuncia dal governo pastorale dell'arcidiocesi di Riga per raggiunti limiti d'età, ai sensi del can. 401 § 1 del Codice di diritto canonico, divenendone arcivescovo emerito dopo diciannove anni di governo pastorale; gli è succeduto il cinquantacinquenne Zbigņevs Stankevičs, fino ad allora direttore spirituale del Seminario e direttore dell'Istituto superiore di Scienze religiose di Riga. Contestualmente è cessato anche nella presidenza della Conferenza episcopale lettone. Ha ricoperto l'incarico di amministratore apostolico dell'arcidiocesi fino al 21 agosto successivo, giorno dell'installazione del suo successore. Dal 1º settembre officia come cappellano della parrocchia Sāpju Dievmātes a Riga ed il 14 novembre seguente, al compimento dell'ottantesimo genetliaco, ha perso il diritto di entrare in conclave ed ha cessato di essere membro dei dicasteri della Curia romana, in conformità all'art. II § 1-2 del motu proprio Ingravescentem Aetatem, pubblicato da papa Paolo VI il 21 novembre 1970.

Il cardinale (secondo a sinistra) durante la celebrazione dell'Assunzione ad Aglona il 15 agosto 2018.

Dopo la rinuncia di papa Benedetto XVI, per via dell'età non ha potuto prendere parte al conclave del 2013, che si è concluso con l'elezione al soglio pontificio del cardinale Jorge Mario Bergoglio, arcivescovo metropolita di Buenos Aires, con il nome di Francesco.
Dal 5 settembre 2020, giorno della morte del novantaquattrenne Marian Jaworski, arcivescovo emerito di Leopoli, è l'unico cardinale vivente ad essere stato prima creato in pectore.
Oltre al lettone, parla le lingue russa, polacca, lituana e tedesca; inoltre è uno dei pochi a parlare correntemente anche il latino, con cui è stato l'unico ad esprimersi in occasione dei Sinodi del 1991, del 1994, del 1999, del 2001 e del 2005.

## Posizioni e controversie

### Omosessualità
Nel maggio 2007 Pujats ha descritto l'omosessualità come un "completo deragliamento nel campo della sessualità" e come una "forma innaturale di prostituzione" in una lettera aperta. In un'intervista del marzo 2009 ha affermato che l'omosessualità non è un orientamento sessuale ma una perversione, un vizio acquisito, una dipendenza come l'abuso di droghe o l'alcolismo, motivo per cui gli omosessuali non fanno riferimento ai diritti umani, sostenendo che "chi è incline al vizio deve essere chiamato alla disciplina e trattato. Quando pensi al sesso tra persone dello stesso sesso, è difficile immaginare una vita felice". Per quanto riguarda la richiesta di riconoscimento delle unioni omosessuali ha affermato che "sebbene l'inferno sia il luogo della sofferenza illimitata, non mancano ancora aspiranti che vogliono assolutamente andare all'inferno", confrontandolo al sistema dell'Unione Sovietica. Nella sua lettera aperta ha anche affermato che l'adesione all'Unione europea ha "sessualizzato" la società e che gli omosessuali ne stanno approfittando: "Ci attaccano con le loro perversioni", ha detto Pujats, che ha descritto gli omosessuali come "persone sessualmente pazze".
Nello stesso anno Pujats ha invitato le persone a scendere in piazza contro il Christopher Street Day pianificato a Riga: "Se 1.000 persone sessualmente matte tengono il loro Pride sul mercato, almeno da 40.000 a 50.000 persone dovrebbero marciare contro di esso". Il CSD si è quindi svolto sotto la protezione della polizia ed i partecipanti sono stati infine evacuati dagli autobus. Nel marzo 2009 il cardinale ha affermato: "Certo la Chiesa condanna l'uso della forza, ma non può essere ritenuta responsabile di ciò che accade nelle strade quando i partecipanti alla parata incontrano degli avversari. Mantenere l'ordine nelle strade è una delle responsabilità della polizia".

### I 40 punti
Il 10 giugno 2019 il cardinale Pujats, assieme al cardinale Raymond Leo Burke ed ai vescovi Tomasz Peta, Jan Paweł Lenga ed Athanasius Schneider, ha pubblicato una "Dichiarazione di verità" di 40 punti con l'intento di riaffermare l'insegnamento tradizionale della Chiesa. I vescovi hanno scritto che tale dichiarazione era necessaria in un momento di "confusione e disorientamento dottrinale quasi universali". Specifici passaggi della dichiarazione si riferiscono implicitamente a diversi scritti di papa Francesco. La dichiarazione afferma che "la religione nata dalla fede in Gesù Cristo" è "l'unica religione voluta positivamente da Dio", alludendo apparentemente al documento "Fratellanza Umana per la pace mondiale e la convivenza comune", firmato dal pontefice il 4 febbraio precedente ad Abu Dhabi insieme al Grande Imam di al-Azhar Ahmad al-Tayyib, in cui si affermava che la "diversità delle religioni " è "voluto da Dio". In seguito alle recenti modifiche al Catechismo per opporsi alla pena capitale, la dichiarazione afferma che la Chiesa "non ha sbagliato" nell'insegnare che le autorità civili possono "esercitare legittimamente la pena capitale" quando è "veramente necessario" e per preservare il "giusto ordine delle società".

### Appello di Carlo Maria Viganò
Jānis Pujats è anche uno dei firmatari di un appello multilingue dell'arcivescovo e nunzio apostolico Carlo Maria Viganò del 7 maggio 2020, dal titolo latino Veritas liberabit vos! ("La verità vi renderà liberi", Gv 8, 32), che sul sito internet della Conferenza episcopale tedesca è stato definito un "conglomerato di miti della cospirazione e pseudoscienza". L'appello espone che, con il pretesto della pandemia di COVID-19, i diritti e le libertà fondamentali di molti cittadini sarebbero stati "limitati in modo sproporzionato e ingiustificato"; la salute pubblica non deve diventare un alibi "per liberare le autorità civili dal dovere di agire con saggezza per il bene comune". Il testo esprime crescenti dubbi sull'effettivo rischio di contagio del coronavirus e denuncia la pandemia come "allarmismo" designato. Le misure di contenimento adottate hanno favorito l'ingerenza di "poteri stranieri" con gravi conseguenze sociali e politiche, secondo il testo firmato da clero cattolico, giornalisti, medici e avvocati. Ci sono forze "interessate a creare panico nella popolazione" e a promuovere "l'isolamento degli individui" per poterli manipolare e controllare meglio. Questo è "l'inquietante preludio alla creazione di un governo mondiale al di fuori di ogni controllo". Il testo è stato descritto da vari media come assurdo e le tesi espresse come teorie del complotto.

## Genealogia episcopale e successione apostolica
La genealogia episcopale è:
- Cardinale Scipione Rebiba
- Cardinale Giulio Antonio Santori
- Cardinale Girolamo Bernerio, O.P.
- Arcivescovo Galeazzo Sanvitale
- Cardinale Ludovico Ludovisi
- Cardinale Luigi Caetani
- Cardinale Ulderico Carpegna
- Cardinale Paluzzo Paluzzi Altieri degli Albertoni
- Papa Benedetto XIII
- Papa Benedetto XIV
- Papa Clemente XIII
- Cardinale Marcantonio Colonna
- Cardinale Giacinto Sigismondo Gerdil, B.
- Cardinale Giulio Maria della Somaglia
- Cardinale Carlo Odescalchi, S.I.
- Cardinale Costantino Patrizi Naro
- Cardinale Lucido Maria Parocchi
- Papa Pio X
- Papa Benedetto XV
- Papa Pio XII
- Cardinale Carlo Confalonieri
- Cardinale Corrado Ursi
- Cardinale Francesco Colasuonno
- Cardinale Jānis Pujats

La successione apostolica è:
- Arcivescovo Zbigņevs Stankevičs (2010)